# Université de Zanzibar
L'université de Zanzibar (en swahili : Chuo Kikuu cha Zanzibar ; en anglais : Zanzibar University) est une université privée située à Tunguu, à environ 19 kilomètres de Zanzibar, en Tanzanie.